# Los poetas han muerto
Los poetas han muerto è il quarto album in studio del gruppo power metal spagnolo Avalanch, pubblicato nel 2003.

## Tracce
1. Lucero – 5:00
2. Cien veces – 6:48
3. Niño – 7:55
4. Jamás – 4:43
5. Alborada – 3:04
6. El viejo torreón – 5:27
7. Del cielo a la tierra – 6:13
8. Los poetas han muerto – 6:33
9. Madre Tierra – 8:06
10. Ecos de vida – 5:26